# Autoroutes et Tunnel de Mont-Blanc
Autoroutes et Tunnel de Mont-Blanc (ATMB) is een Franse wegexploitant die een concessie heeft tot 31 december 2050 voor de Mont Blanctunnel en de Autoroute Blanche (A40) tot Bellegarde-sur-Valserine. 
De aandeelhouders zijn:
- Franse Staat: 67,30 %
- Departementen Haute-Savoie en Ain: 18,62 %
- Kanton en stad Genève: 5,41 %
- Franse verzekeraars: 4,76 %
- Franse en Zwitserse banken: 2,39 %
- Divers: 1,30 %
- Personeel ATMB (individueel): 0,22 %